# أمير الغناء
أمير☆الغناء♪ (باليابانية:うたの☆プリンスさまっ♪) (النطق: أوتا نو☆برينسو ساما♪) هي سلسلة ألعاب من نوع روايات بصرية نشرتها بروكولي. تستهدف هذه الألعاب الإناث وصممت لأجلهن. بسبب شهرتها فقد نُشرت لها مانجا ومسلسل أنمي، بالإضافة إلى عدة درامات مسموعة، أقراص أغاني، وكتب مخصصة للمعجبين.

## طريقة اللعب
إن لعبة أمير☆الغناء♪ لعبة نوعها رواية بصرية تركز على الكوميديا والرومنسية. يلعب فيها اللاعب بهاروكا نانامي. مثل أغلب الروايات البصرية، فإنه يوجد فيها خطوط متفرعة للقصة تعتمد على خيارات اللاعب التي تؤدي به إلى نهاية معينة. توجد سبع مسارات رئيسة يستطيع اللاعب تجريبها. يوجد أيضًا ألعاب فرعية صغيرة تؤثر على النهاية التي يحصل عليها اللاعب.

## القصة
تدور القصة حول هاروكا نانامي، فتاة تحلم بأن تصبح ملحنه لمغنيها المفضل. فتدخل أكاديمة متخصصة في الفن تسمى بأكاديمية ساوتومي. فإن نجحت فيها، سيمكنها الانضمام إلى وكالة شاينينغ. حتى تفعل ذلك عليها أن تتعاون مع تلميذ مغن وتلحن له أغنية يغنيها عند تخرجهما. أيضًا، المواعدة والحب ممنوع قطعيًا في أكاديميتهما.

## الشخصيات

### هاروكا نانامي (七海 春歌Nanami Haruka)
مؤدية الصوت (في الأنمي): ميوكي ساواشيرو
الشخصية الرئيسة في السلسلة. تحلم بأن تصبح ملحنة لمغنيها المفضل هاياتو. فتذهب لأكاديمية ساوتومي لكي تحقق هذا الحلم. تعزف على البيانو. وتبلغ من العمر 15 عاما في أول ظهور لها في أول لعبة

### الفصل A

#### أوتويا إيتّوكي (一十木 音也Ittoki Otoya)
مؤدي الصوت: تاكوما تيراشيما
زميل هاروكا في فصل A. شخص ايجابي وودود، ويحب الغناء. يشارك غرفته مع توكيا من فصل S. ولد يتيم، فقد أمه في حادث طائرة، وقرر أن يصبح مغني لأنه سمع بأن أباه كان مغني.
يعزف على القيثارة. ويبلغ من العمر 15 عاما في أول ظهور له في اللعبة الأولى.

##### ماساتو هيريجيكاوا (聖川 真斗Hijirikawa Masato)
مؤدي الصوت: كينيتشي سوزومورا
الابن الأكبر والوريث لمجموعة هيريجيكاوا. جدّي بسبب طريقة تربيته الصارمة. لديه نوع من المنافسة تدور بينه وبين رِين الذي يشاركه غرفته. يعزف البيانو، ويبلغ من العمر 16 عاما في أول ظهور له.

##### ناتسوكي شينوميّا (四ノ宮 那月Shinomiya Natsuki)
مؤدي الصوت: كيشو تانياما
يحب جدًا الأشياء اللطيفة الصغيرة، مما أدى به إلى حب هاروكا. يتشارك غرفته مع شو الذي يراه أيضا لطيف وظريف مثل هاروكا. لديه شخصية مزدوجة، فعد خلع نظاراته، يظهر الوجه الآخر له أو شخصيته الآخرى المسماة بساتسوكي. ساتسوكي عنيف وفظ، بل أفضل من ناتسوكي عندما يتعلق الأمر بالموسيقى. عند استرجاع النظارة، يعود ناتسوكي ليكون ناتسوكي بلا ذكريات لما حصل بدونها. يعزف فيولا الكمان المتوسط، سابقا كان يعزف الكمان. ويبلغ من العمر 17 عاما عند أول ظهور له.

### الفصل S

#### توكيا إتشينوسي (一ノ瀬 トキヤIchinose Tokiya)
مؤدي الصوت: ميانو مامورو
ملامحه تشبه كثير هاياتو، المغني المفضل لهاروكا. يقال بأنه أخاه التؤام. توكيا مثالي ولا يبالي كثيرًا. يشارك غرفته مع أوتويا. ويؤمن بأن صوته هو أفضل أداة موسيقية يستطيع عزفها.

#### رِين جينغوجي (神宮寺 レンJingūji Ren)
مؤدي الصوت: جونتشي سوابي
الابن الثالث لعائلة جنغوجي، مما يجعله منافسا لماساتو الذي يشاركه الغرفة. رِن غزلي ويعزف الساكسفون.

#### شو كوروسو (来栖 翔Kurusu Shō)
مؤدي الصوت: هيرو شيمونو
يلقب بـ«القزم» بسبب قصره رغم كرهه لذلك. شو شخصية مليئة بالحيوية وبالبهجة. يشارك ناتسوكي غرفته. ولديه أخ تؤام يسمى كاورو. يعزف الكمان.

### سري

#### سيشل آيجيما (愛島 セシルAijima Cecil)
مؤدي الصوت: كوسكي توريومي
أمير أغنابولس، لُعن وتحول لقطة سوداء اسمتها هاروكا «كوبّورو»، حب هاروكا، فعندما عاد إنسانًا انضم إلى الأكاديمية. يعزف الفلوت.

## الوسائط

### الألعاب
1. (Uta no☆Prince-sama♪ (うたの☆プリンスさまっ:
2. (Uta no☆Prince-sama♪ -Amazing Aria- (うたの☆プリンスさまっ♪ -Amazing Aria
3. (Uta no☆Prince-sama♪ -Sweet Serenade- (うたの☆プリンスさまっ♪ -Sweet Serenade-
4. (Uta no☆Prince-sama♪ Repeat (うたの☆プリンスさまっ♪ Repeat
5. (Uta no☆Prince-sama♪ MUSIC (うたの☆プリンスさまっ♪ MUSIC
6. (Uta no☆Prince-sama♪ Debut (うたの☆プリンスさまっ♪ Debut
7. (Uta no☆Prince-sama♪ All Star (うたの☆プリンスさまっ♪ All Star
8. (Uta no☆Prince-sama♪ MUSIC 2 (うたの☆プリンスさまっ♪ MUSIC 2
9. (Uta no☆Prince-sama♪ All Star After Secret (うたの☆プリンスさまっ♪ All Star After Secret

### المانجا
(Uta no☆Prince-sama♪ (Sylph Comics) (うたの☆プリンスさまっ♪ （シルフコミックス
(Uta no☆Prince-sama♪Debut (Sylph Comics) (うたの☆プリンスさまっ♪Debut （シルフコミックス
(Uta no☆Prince-sama♪pp (B's-LOG Comics) (うたの☆プリンスさまっ♪pp （B's-LOG COMICS

### الأنمي
1. (Uta no Prince-sama Maji LOVE 1000% (うたの☆プリンスさまっ♪マジLOVE1000％
2. (Uta no Prince-sama Maji LOVE 2000% (うたの☆プリンスさまっ♪マジLOVE2000％
3. (Uta no Prince-sama Maji Love Revolutions (うたの☆プリンスさまっ♪マジLOVEレボリューションズ
4. Uta no Prince-sama Maji LOVE Legend Star

## وصلات خارجية
- الموقع الرسمي للفيلم
- أمير الغناء في قاعدة بيانات الرواية المرئية